# فرودگاه محلی اونسویل
فرودگاه محلی اونسویل (به انگلیسی: Evansville Regional Airport) یک فرودگاه همگانی با کد یاتا EVV است که یک باند فرود آسفالت دارد و طول باند آن ۲۴۴۵ متر است. این فرودگاه در شهر اونسویل، ایندیانا کشور ایالات متحده آمریکا قرار دارد و در ارتفاع ۱۲۷ متری از سطح دریا واقع شده است.